# Чернышёв, Александр Иванович (партийный деятель)
Александр Иванович Чернышёв (1925—1991) — советский хозяйственный, государственный и политический деятель.

## Биография
Родился в 1925 году в деревне Смольная Вершина Тамбовской области. Член КПСС.
Участник Великой Отечественной войны. Призван на фронт в декабре 1942 года. Командир артиллерийского расчета. Воевал под Брянском, демобилизован после тяжелого ранения. С 1944 года — на хозяйственной, общественной и политической работе. В 1944—1991 гг. — мастер, замдиректора ремесленного училища, партийный работник, секретарь Петропавловского горкома КПК, председатель Петропавловского горисполкома, заведующий отделом Целинного крайисполкома, председатель Целиноградского горисполкома, первый секретарь Целиноградского горкома КП Казахстана, секретарь Целиноградского обкома КП Казахстана, министр коммунального/жилищно-коммунального хозяйства Казахской ССР, заместитель Председателя Президиума Верховного Совета Казахской ССР.
Избирался депутатом Верховного Совета Казахской ССР 6-го, 8-го, 9-го, 10-го и 11-го созывов.
Умер в 1991 году. Похоронен на Алматинском кладбище на проспекте Рыскулова.